# Kia Ceed
Kia Ceed este o mașină compactă de familie, produsă pentru piața europeană de către producătorul coreean Kia Motors, începând cu luna decembrie 2006. Automobilul este disponibil în trei configurații: hatchback cu 3 sau 5 uși sau break cu 5 uși, 5 motorizări: trei pe benzină și două diesel, patru tipuri de echipamente (S, GS, LS, SR) și două tipuri de transmisie: manuală sau automatică. Automobilul este asamblat la fabrica din Žilina în Slovacia a producătorului coreean.

## Nume
Se spune că numele Kia Ceed ar proveni de la Community of Europe and European Design, numele proiectului fiind "ED". O altă explicație, deși nu a fost menționată niciodată de Kia, ar fi "cerato evolved" deoarece Cerato este predecesorul Ceed-ului. O altă teorie ar fi legată de rezonanța Ceed-ului cu "seed", sămânță în limba engleză. Chiar producătorii declarau că acest model de Kia este o sămânță a lor pe Bătrânul Continent. 

## Premii
Automobilul a fost premiat drept Mașina Anului 2008 în România.